# Патютинська сільська рада
Патю́тинська сільська́ ра́да — адміністративно-територіальна одиниця та орган місцевого самоврядування в Козелецькому районі Чернігівської області. Адміністративний центр — село Патюти.

## Загальні відомості
- Населення ради: 1 267 осіб (станом на 2001 рік)

## Історія
05.02.1965 Указом Президії Верховної Ради Української РСР передано сільради Носівського району: Патютинську, Пилятинську, Ставиську та Хрещатенську — до складу Козелецького району.

## Населені пункти
Сільській раді підпорядковані населені пункти:
- с. Патюти
- с. Будище
- с. Гладке

## Склад ради
Рада складається з 16 депутатів та голови.
- Голова ради: Шолойко Людмила Степанівна
- Секретар ради: Галіченко Любов Миколаївна

### Керівний склад попередніх скликань
| Прізвище, ім'я, по батькові | Основні відомості                                                 | Дата обрання | Дата звільнення |
| --------------------------- | ----------------------------------------------------------------- | ------------ | --------------- |
| Хоменко Василь Миколайович  | Сільський голова, 1952 року народження, безпартійний              | 26.03.2006   | 31.10.2010      |
| Шолойко Людмила Степанівна  | Сільський голова, 1968 року народження, освіта вища, позапартійна | 31.10.2010   |                 |

Примітка: таблиця складена за даними сайту Верховної Ради України

### Депутати
За результатами місцевих виборів 2010 року депутатами ради стали:

#### За суб'єктами висування
| Суб'єкт висування                                       | Кількість обраних депутатів | %    |
| ------------------------------------------------------- | --------------------------- | ---- |
| Самовисування                                           | 10                          | 62,5 |
| Партія регіонів                                         | 3                           | 18,8 |
| Політична партія Всеукраїнське об'єднання «Батьківщина» | 3                           | 18,8 |

#### За округами
| № округу                                                | Прізвище, ім'я, по батькові   | Дата визнання обраним | Освіта             | Партійна приналежність                        | Відомості про обраного депутата                 |
| ------------------------------------------------------- | ----------------------------- | --------------------- | ------------------ | --------------------------------------------- | ----------------------------------------------- |
| Партія регіонів                                         |                               |                       |                    |                                               |                                                 |
| 3                                                       | Галіченко Любов Миколаївна    | 01.11.2010            | вища               | позапартійна                                  | Сільська рада, секретар                         |
| 5                                                       | Коробко Ірина Олександрівна   | 01.11.2010            | середня            | позапартійна                                  | Відділення зв'язку, листоноша                   |
| 12                                                      | Пищик Валентина Миколаївна    | 01.11.2010            | середня спеціальна | позапартійна                                  | Патютинська сільської ради, бухгалтер           |
| Політична партія Всеукраїнське об'єднання «Батьківщина» |                               |                       |                    |                                               |                                                 |
| 2                                                       | Харченко Оксана Григорівна    | 01.11.2010            | середня спеціальна | позапартійна                                  | Патютинська амбулаторія, фельдшер               |
| 4                                                       | Харченко Володимир Іванович   | 01.11.2010            | середня            | позапартійний                                 | Управління осушувальних систем, наглядач        |
| 8                                                       | Пархоменко Микола Ілліч       | 01.11.2010            | вища               | член Всеукраїнського об'єднання «Батьківщина» | Патютинська амбулаторія, стоматолог             |
| Самовисування                                           |                               |                       |                    |                                               |                                                 |
| 1                                                       | Бушура Любов Іванівна         | 01.11.2010            | середня спеціальна | позапартійна                                  | тимчасово не працює                             |
| 6                                                       | Ігнатенко Світлана Василівна  | 01.11.2010            | середня спеціальна | позапартійна                                  | Район електричних мереж, контролер              |
| 7                                                       | Шолойко Володимир Миколайович | 01.11.2010            | середня спеціальна | позапартійний                                 | Сільська рада, землевпорядник                   |
| 9                                                       | Безбородько Юрій Васильович   | 01.11.2010            | вища               | позапартійний                                 | Патютинська загальноосвітня школа, вчитель      |
| 10                                                      | Власенко Ганна Іванівна       | 01.11.2010            | середня спеціальна | позапартійна                                  | пенсіонер                                       |
| 11                                                      | Лазаренко Петро Семенович     | 01.11.2010            | середня спеціальна | позапартійний                                 | Фельшерсько-акушерський пункт, фельдшер         |
| 13                                                      | Навроцький Олексій Вікторович | 01.11.2010            | середня            | позапартійний                                 | Патютинська відділення зв'язку, працівник пошти |
| 14                                                      | Матюшко Іван Михайлович       | 01.11.2010            | середня спеціальна | позапартійний                                 | Фельшерсько-акушерський пункт, завідувач        |
| 15                                                      | Кузьменко Тетяна Дмитрівна    | 01.11.2010            | середня спеціальна | позапартійна                                  | Сільський клуб, зав.клубом                      |
| 16                                                      | Томилець Надія Іванівна       | 01.11.2010            | середня            | позапартійна                                  | тимчасово не працює                             |